# Balanite
La balanite (dal greco antico: βάλανος?, bálanos, "ghianda", itis, "infiammazione") è un'irritazione e un'infiammazione, con comparsa di rossore, della testa del glande spesso estesa anche al prepuzio. In quest'ultimo caso viene meglio definita balanopostite.

## Cause

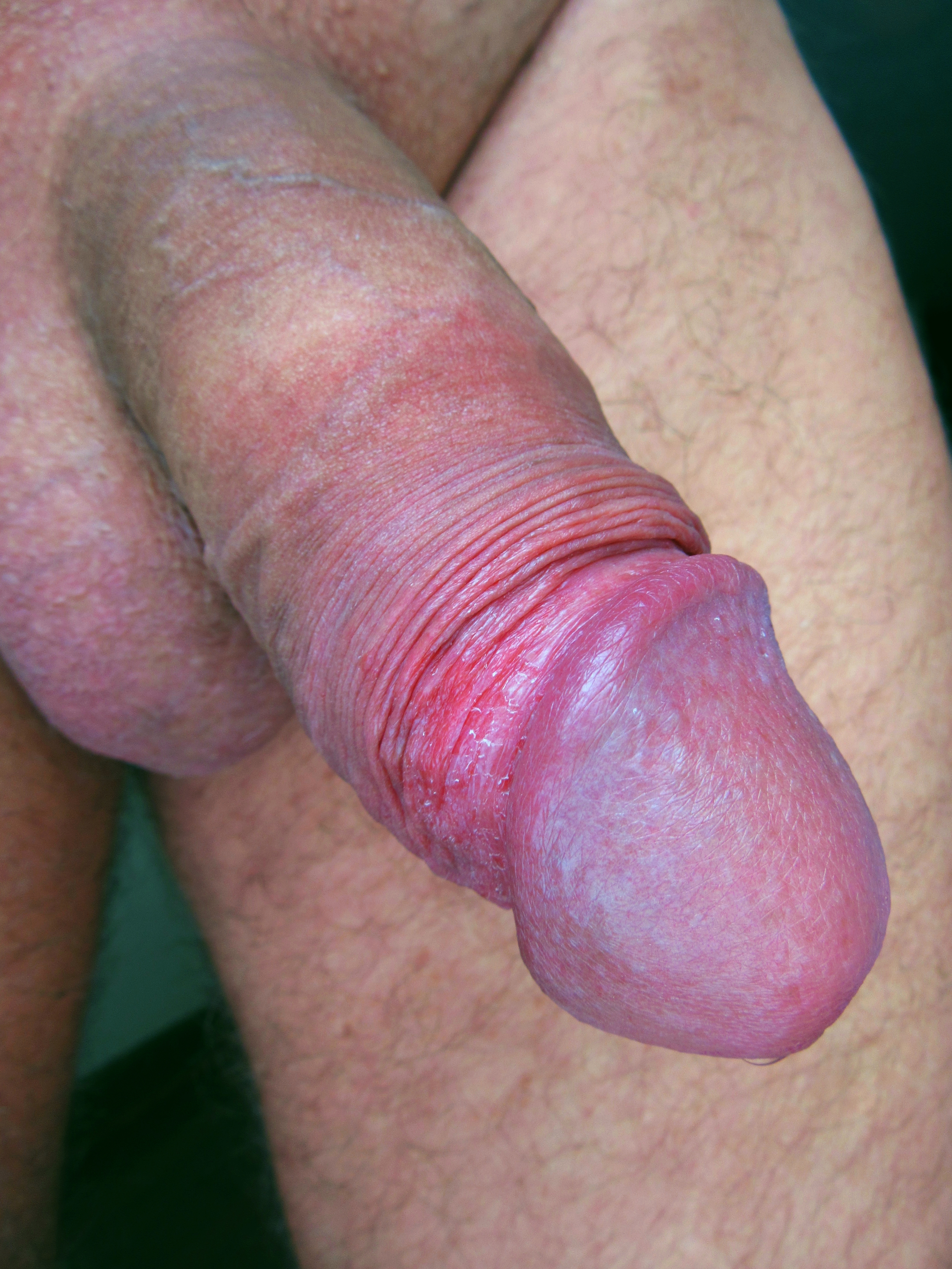
La balanopostite

La balanite è una infezione a eziologia frequentemente batterica (Streptococcus pyogenes, Staphylococcus aureus, Neisseria gonorrhoeae) ma a volte sostenuta da miceti come la candida albicans. Può essere una balanite traumatica di tipo irritativo, da farmaci, allergica da contatto. Irritazione, prurito intimo, desquamazioni sono segnali di una origine batterica.

## Fattori di rischio
La balanite è favorita dalla presenza di una fimosi ma prima ancora da scarsa igiene. In alcuni lavori scientifici si segnala che in coloro che mancano di lavarsi il pene intero, ed in particolare, se non circoncisi, evitano di retrarre il prepuzio, è decisamente comune sviluppare una balanite. Soggetti affetti da patologie quale il diabete ne vengono colpiti con maggiore frequenza. Talvolta è dovuta a malattie a trasmissione sessuale.

In uno studio Fergusson segnala che l'infiammazione del pene era presente nel 7,6% dei ragazzi a rischio e circoncisi contro il 14,4% dei ragazzi a rischio, ma non circoncisi. Altri Autori riportano che sia la balanite che la semplice irritazione erano più frequenti fra i ragazzi non circoncisi, ma che la differenza non era statisticamente significativa.

Una prolungata terapia antibiotica può favorire lo sviluppo di una balanite da Candida.

Negli ultimi decenni, con l'aumento medio della cura dell'igiene intima, succede che una delle cause maggiormente diffuse di balanite sia, paradossalmente, un'igiene del pene molto insistente ed ottenuta con l'uso di un sapone normale piuttosto aggressivo. Il film idrolipidico che la natura provvede a far fare alle mucose locali e che serve a proteggerle viene sciolto e lavato via, consentendo a tutte le sostanze irritanti di fare liberamente il loro lavoro. Ciò provoca la presenza di rughe, secchezza della pelle, colore non omogeneo, fino all'infiammazione di ristrette zone del glande o di tutta la sua superficie. In tal caso è sufficiente servirsi di un sapone ad azione più dolce oppure lavarsi semplicemente spesso ma solo con abbondante acqua.

Altri fattori di irritazione possono essere:
- l'utilizzo di ossido di zinco, che impedisce la traspirazione e sudorazione della pelle;
- dismicrobismo iatrogeno: l'utilizzo di cortisone antibiotico, creme antibiotiche o antimicotiche (prima di una visita specialistica, e quindi non mirate a uno specifico batterio o miceto) che, privo di azione selettiva o mirata, eliminano batteri "buoni" e "cattivi", compromette l'equilibrio della flora locale funghi-batteri, favorendo a parità di "nutrienti" la proliferazioni dei funghi, spesso di candida.

Per l'igiene intima è consigliato lavarsi le mani prima di procedere; poi un detergente liquido (indifferente la temperatura), specifico per le parti intime maschili (poco sapone e poca schiuma); lavare e sciacquare l'ano e poi ripetere per gli organi genitali, separatamente, utilizzando due asciugamani diversi, per non diffondere con le mani batteri o miceti da un organo all'altro.
Il detergente si applica diluito con acqua, meglio che direttamente, prestando attenzione a non dimenticare la zona tra glande e prepuzio (oppure si deterge a glande scoperto) e che la schiuma entrando nell'orifizio potrebbe causare infiammazioni.

Si tratta di prodotti diversi da quelli per l'igiene del resto del corpo, a pH che dovrebbe idealmente essere leggermente acido per i genitali e alcalino per la mucosa del glande: tale mucosa ha pH leggermente basico, il liquido preseminale è leggermente basico e ha lo scopo di alzare il pH dell'uretra e del glande (rispetto a smegma contenente urina, che ha pH 5,5-6,5 in condizioni normali) e preparare l'uscita di liquido seminale, che ha anch'esso pH 7,5-8,0.
I detergenti intimi vanno utilizzati solamente per l'igiene di pene e ano, e a loro volta sono molto diversi da quelli per l'igiene intima femminile (che hanno un pH 4-4,5 acido come quello della mucosa vaginale, e altre profumazioni). Residui di questo detergente avrebbero un effetto spermicida (esistono spermicidi già con pH 5,0).
Nel caso di irritazioni sospendere immediatamente l'utilizzo del detergente in questione.
Se si avverte la formazione di smegma o odori forti (ad es. di "pesce"), si esegue un tampone batteriologico del secreto balanico.
Anche con un detergente idoneo, lavaggi troppo frequenti potrebbero danneggiare le mucose lasciando spazio ad agenti irritanti: perciò, si consiglia il lavaggio con detergente ogni giorno, ma fino a due volte al dì e dopo i rapporti sessuali. Non vi sono limiti per il solo lavaggio con acqua.

## Prevalenza
Secondo Leber la balanite "è una condizione comune che colpisce circa l'11% degli uomini adulti osservati in clinica urologica e il 3% dei bambini negli USA. Globalmente la balanite può interessare fino al 3% dei maschi non circoncisi.

## Segni e sintomi
- Dolore al pene
- Disuria (emissione dolorosa e difficile delle urine)
- Arrossamento locale
- Turgore e rigonfiamento permanente del glande come nell'erezione
- Tumefazione del glande e del prepuzio
- Secrezione sierosa o siero-purulenta
- Erosione e/o ulcerazione locale

## Diagnosi
La diagnosi è sostanzialmente clinica. Rivolgersi al farmacista di fiducia (solo nei casi meno gravi) e al medico di famiglia oppure fare una visita andrologica o dal dermatologo-venerologo.

Può essere opportuno eseguire delle colture microbiologiche per identificare il germe che determina l'infezione ed eventualmente una biopsia, per quella minoranza di soggetti affetti da balanite persistente, ove, in rari casi, può essere risolutiva la circoncisione.

Va esclusa la sifilide e le principali malattie sessualmente trasmessibili.
La guarigione può impiegare circa 10 giorni, ma sono noti anche casi più difficili in cui dei pazienti hanno impiegato più tempo.

## Trattamento
- Rafforzare l'igiene locale con detergenti specifici per l'igiene intima maschile, meglio se a pH leggermente alcalino.
- Impacchi caldo-umidi
- Impiego di lubrificanti a base acquosa durante l'attività sessuale (a volte la balanite è dovuta a un eccessivo sfregamento 'a secco' del glande, anche nella masturbazione)
- Alcuni andrologi consigliano una terapia nel caso di balanite non dovuta ad agenti patogeni (virus, batteri, miceti) come la balanite atopica e la balanite irritativa (lavaggi aggressivi, lavaggi troppo frequenti, abuso di pomate). La terapia consiste nel lavare il glande due volte al giorno (mattina e sera) con acqua e sale. Dopo ogni lavaggio sciacquare bene e asciugare tamponando e non frizionando. Applicare due volte al giorno 2-3 gocce di olio di semi di mandorle dolci. Dopo una settimana si dovrebbe assistere alla scomparsa di ogni arrossamento.[senza fonte]

### Balanite micotica
- Clotrimazolo crema
- Miconazolo crema
- Fluconazolo crema
- Nistatina unguento

### Balanite batterica
- Bacitracina
- Cefalosporine
- Sulfamidici

### Balanite traumatica, irritativa, da secchezza
- Pomata antinfiammatoria non steroidea, adeguata alla delicata cute prepuziale e del glande
- Gel idratante protettivo rinfrescante
- Normalizzante della reattività mucocutanea dell'area genitale maschile
- Gel aloe
- Gel a base di colostro

Alcuni di questi contengono sostanze chimiche o di sintesi, ad esempio tensioattivi anionici ed emulsionanti (cocamidopropyl betaine, sodium lauryl sulfate, sodium lauroyl sarcosinate, peg-7 glyceryl cocoate, polysorbate-20, ceteareth-60 miristyl glycol, sodium cocoyl glutamate), tensioattivi anfoteri (disodium cocoamphodiacetate), umettanti (propylene glycol o glicole propilenico), solubilizzanti (peg-40 hydrogenated castor oil), antibatterici e antifungini (triclosano).
Altri sono di tipo più 'naturale' (contenenti menta piperita, aloe vera, calendula officinalis, tilia tomentosa o tilia cordata, malva silvestris, pantenolo).